# 森井隆三
森井 隆三（もりい りゅうぞう、1941年 - 没年不詳）は、日本の哺乳類学者。没年は、2007年3月に出版された「香川県産アブラコウモリPipistrellus abramusにおける月別時刻別出巣個体数変化と年間の生活史との関係」(森井隆三 2007)以降、2009年までの間。

## 人物
1941年、香川県小豆島生まれ(国立国会図書館 2009)。香川誠陵中学校・高等学校教頭, 大学教員, 東洋蝙蝠研究所会員。香川県の公立学校教員の職務のかたわら、コウモリの生態などの研究をおこなった。著書「コウモリとともに」(森井隆三 2005)の発刊後に逝去した。日本動物学会会員、香川県野生生物研究会理事、香川生物学会理事、森の回廊四国をつくる会理事。

## 著書
- 森井隆三 (2005), コウモリとともに : 意外と面白い動物?!, 美巧社
- 森井隆三; ほか (1968), コウモリの研究, 香川県立香川高等学校
- 塩入知子 (1985), 飛べ！飛べ！おまえはコウモリだ飛べるんだ！！, 森井隆三
- 香川県立香川高等学校生物部 (1966), 屋島洞窟のコウモリの研究, 香川県立香川高等学校生物部（編）
- 香川県立香川高等学校生物部 (1970), 屋島洞窟のコウモリの研究2, 香川県立香川高等学校生物部（編）

## 論文
- 国立情報学研究所収録論文 国立情報学研究所

- 森井隆三 (1967), “香川県の翼手目（コウモリ）について”, 香川県高等学校教育研究会理化部会会誌 (香川県高等学校教育研究会理化部会) (3)
- 森井隆三 (1967), “香川県産のコウモリ数種について”, 香川生物 (香川生物研究会) (3), ISSN 02876531
- 森井隆三 (1971), “屋島洞窟におけるニホンユビナガコウモリMiniopterus schreibersi fuliginosusの部分白化について”, 哺乳動物学雑誌 5 (4):  151-152, doi:10.11238/jmammsocjapan1952.5.151
- 森井隆三; ほか (1972), “香川県産のアブラコウモリの外部形態について”, 香川生物 (香川生物学会) (5), ISSN 02876531
- 森井隆三 (1975), “台湾・沖縄における翼手類の採集”, 哺乳動物学雑誌 6 (3):  121-126, doi:10.11238/jmammsocjapan1952.6.121
- 金子之史; 森井隆三 (1976), “四国・剣山の野鼠の垂直分布”, 香川大学教育学部研究報告 第2部 (香川大学教育学部) 26 (1):  43-52, ISSN 03893057
- 森井隆三 (1976), “香川県産アブラコウモリの生物学的研究-1-胎児および新生児における外部形態頭蓋骨の大きさと歯の特徴について”, 哺乳動物学雑誌 6 (5):  248-258, doi:10.11238/jmammsocjapan1952.6.248
- 森井隆三 (1978), “香川県産アブラコウモリの生物学的研究-2-歯の交換について”, 哺乳動物学雑誌 7 (4):  219-223, doi:10.11238/jmammsocjapan1952.7.219
- 森井隆三 (1979), “屋久島におけるキクガシラコウモリ属2種の新しい記録〔英文〕”, 哺乳動物学雑誌 8 (1):  12-13, doi:10.11238/jmammsocjapan1952.8.12
- 森井隆三 (1980), “香川県産モモジロコウモリの外部および内部形態と出産時期について”, 香川生物 (香川生物学会) (9), ISSN 02876531
- 森井隆三 (1980), “アラブコウモリ幼獣における外部形態の発育と行動〔英文〕”, 哺乳動物学雑誌 8 (4):  117-121, doi:10.11238/jmammsocjapan1952.8.117
- 森井隆三 (1982), “香川県観音寺市におけるアブラコウモリ(Pipstellus abtramus)の出巣開始時刻の7年間の季節的変化”, 香川生物 (香川生物学会) (10), ISSN 02876531
- 森井隆三 (1982), “香川県におけるテングコウモリ(Murina leucogaster hilgendorfi)の新産地とナミエヒナコウモリ(Vespertilio superans superans)とおぼしきものの新産地の報告”, 香川県高等学校教育研究会理化部会会誌 (香川県高等学校教育研究会理化部会) (18)
- 森井隆三 (1989), “徳島県・剣山のウサギコウモリと滋賀県・比叡山のトウヨウヒナコウモリについて”, 香川生物 (香川生物学会) (15・16), ISSN 02876531
- 森井隆三 (1986), “香川県産アブラコウモリに寄生する吸虫(Trematode)の季節的変化”, 香川生物 (香川生物学会) (14), ISSN 02876531
- 森井隆三 (1993), “香川県内のアブラコウモリPipstellus abtramusの水平分布”, 香川生物 (香川生物学会) (20), ISSN 02876531
- 森井隆三 (1996), “アブラコウモリの外部形態の絶対成長”, 香川生物 (香川生物学会) (23), ISSN 02876531
- 森井隆三 (1997), “アブラコウモリの外部形態の絶対成長”, 香川生物 (香川生物学会) (27), ISSN 02876531
- 森井隆三 (1999), “香川県のテンについて”, 香川生物 (香川生物学会):  21-26, ISSN 02876531
- 吉川武憲; 森井隆三 (1999), “徳島県の翼手類について”, 香川生物 (香川生物学会):  43-46, ISSN 02876531
- 森井隆三 (2000), “香川県産アブラコウモリPipistrellus abramusの体重の季節的変化”, 香川生物 (香川生物学会) (27):  33-42, ISSN 02876531, NAID 40004442611
- 森井隆三 (2001), “アブラコウモリPipistrellus abramus同一集団の出巣固体数,性比および年齢構成の季節変化”, 香川生物 (香川生物学会) 28:  37-44, ISSN 02876531
- 森井隆三 (2007), “香川県産アブラコウモリPipistrellus abramusにおける月別時刻別出巣個体数変化と年間の生活史との関係”, 香川生物 (香川生物学会) 34:  107-116, ISSN 02876531